# Gerhard Schmitz (Physiker)
Gerhard Schmitz (* 27. November 1907 in Neuss; † 11. August 1984 in Rostock) war ein deutscher Strömungsmechaniker.

## Leben
Nach dem Abitur studierte Schmitz an der Universität zu Köln Mathematik, Physik, Philosophie und bestand 1932 in diesen Fächern die wissenschaftliche Staatsprüfung für das höhere Lehramt. In den Jahren 1932 und 1933 studierte er an der Universität Göttingen Angewandte Mechanik (Strömungslehre), Mathematik und theoretische Physik. 1934 wurde Schmitz an der Universität in Göttingen promoviert. Von 1935 bis 1945 war er Abteilungsleiter für Aerodynamik und Flugmechanik bei den Ernst Heinkel Flugzeugwerken in Warnemünde. 
Nach verschiedenen Tätigkeiten nach Ende des Zweiten Weltkrieges wurde er mit seiner Familie 1946 in die Sowjetunion gebracht, wo er bis 1954 als Hauptabteilungsleiter für Angewandte Mechanik (Strömungslehre) arbeitete (siehe Aktion Ossawakim). Nach seiner Rückkehr nach Deutschland war er ab 1954 Professor mit Lehrstuhl für das Fach Strömungslehre an der Schiffbautechnischen Fakultät der Universität Rostock (im ersten Jahr mit der Wahrnehmung der Professur betraut). Ab 1969 war er ordentlicher Professor an der Sektion Schiffstechnik. 1973 wurde er emeritiert.
1967 wurde Schmitz zum ordentlichen Mitglied der Akademie der Wissenschaften der DDR gewählt. 1962 erhielt er den Vaterländischen Verdienstorden in Bronze. 1965 wurde er mit dem Titel Verdienter Techniker des Volkes geehrt. Er war Mitglied verschiedener Gremien des Ministeriums für Hoch- und Fachschulwesen und des Ministeriums für Wissenschaft und Technik der DDR.
1955 entwickelte Schmitz die Theorie von Windrädern unter Berücksichtigung des Drall-Verlustes, die zusammen mit der Theorie von Betz Grundlage für die heutige Auslegung von Windrädern optimaler Leistung ist.